# Đường cao tốc Nghi Sơn – Diễn Châu
Đường cao tốc Nghi Sơn – Diễn Châu (ký hiệu toàn tuyến là CT.01) là một đoạn đường cao tốc thuộc hệ thống đường cao tốc Bắc – Nam phía Đông qua địa phận hai tỉnh Thanh Hóa và Nghệ An.

## Vị trí
Tuyến đường dài 50 km, trong đó đoạn qua Thanh Hóa dài 6,5 km và đoạn qua Nghệ An dài 43,5 km, điểm đầu tại nút giao với đường Nghi Sơn – Bãi Trành, tiếp nối với đường cao tốc Quốc lộ 45 – Nghi Sơn tại xã Trường Lâm, tỉnh Thanh Hóa và điểm cuối giao với Quốc lộ 7, kết nối với đường cao tốc Diễn Châu – Bãi Vọt tại xã Minh Châu, tỉnh Nghệ An.

## Thiết kế
Giai đoạn 1 của đường cao tốc được thi công xây dựng với quy mô 4 làn xe không có làn dừng khẩn cấp, bố trí một số điểm dừng khẩn cấp cách quãng 4 – 5 km/1 điểm, nền đường rộng 17 m, vận tốc tối đa 90 km/h (trước tháng 1 năm 2024 là 80 km/h); giai đoạn hoàn chỉnh sẽ nâng lên 6 làn xe, nền đường 32,25 m, vận tốc thiết kế 120 km/h. Trên tuyến có một hầm xuyên núi là hầm Trường Vinh dài 450 m với 6 làn xe cắt qua núi Mồng Gà tại ranh giới hai tỉnh.

## Xây dựng
Công trình có tổng mức đầu tư khoảng 7.293 tỷ đồng, được khởi công xây dựng vào tháng 7 năm 2021, được đưa vào khai thác tạm thời vào ngày 1 tháng 9 năm 2023 và chính thức được khánh thành vào ngày 18 tháng 10 năm 2023 cùng với đường cao tốc Quốc lộ 45 – Nghi Sơn.

## Chi tiết tuyến đường

Bảng thông tin tốc độ cao tốc

### Làn xe
- 4 làn xe, có điểm dừng khẩn cấp
- Hầm Trường Vinh: 6 làn xe; đường dẫn 6 làn xe và 2 làn dừng khẩn cấp

### Chiều dài
- Toàn tuyến: 50 km

### Tốc độ giới hạn
- Tối đa: 90 km/h, Tối thiểu: 60 km/h

### Đường hầm
| Tên hầm         | Vị trí                                                         | Chiều dài | Năm hoàn thành | Ghi chú                       |
| --------------- | -------------------------------------------------------------- | --------- | -------------- | ----------------------------- |
| Hầm Trường Vinh | Trường Lâm, Nghi Sơn, Thanh Hóa Quỳnh Vinh, Hoàng Mai, Nghệ An | 450m      | 2023           | Ranh giới Thanh Hóa – Nghệ An |

## Lộ trình chi tiết
- IC - Nút giao, JCT - Điểm lên xuống, SA - Khu vực dịch vụ (Trạm dừng nghỉ), TN - Hầm đường bộ, TG - Trạm thu phí, BR - Cầu
- Đơn vị đo khoảng cách là km.

| Ký hiệu                                                   | Tên                                                       | Khoảng cách từ đầu tuyến                                  | Kết nối                                                   | Ghi chú                                                   | Vị trí                                                    | Vị trí                                                    |
| Kết nối trực tiếp với Đường cao tốc Quốc lộ 45 – Nghi Sơn | Kết nối trực tiếp với Đường cao tốc Quốc lộ 45 – Nghi Sơn | Kết nối trực tiếp với Đường cao tốc Quốc lộ 45 – Nghi Sơn | Kết nối trực tiếp với Đường cao tốc Quốc lộ 45 – Nghi Sơn | Kết nối trực tiếp với Đường cao tốc Quốc lộ 45 – Nghi Sơn | Kết nối trực tiếp với Đường cao tốc Quốc lộ 45 – Nghi Sơn | Kết nối trực tiếp với Đường cao tốc Quốc lộ 45 – Nghi Sơn |
| --------------------------------------------------------- | --------------------------------------------------------- | --------------------------------------------------------- | --------------------------------------------------------- | --------------------------------------------------------- | --------------------------------------------------------- | --------------------------------------------------------- |
| 1                                                         | IC Tân Trường                                             | 379.5                                                     | Đường Lê Lai (Đường Nghi Sơn – Bãi Trành)                 | Đầu tuyến đường cao tốc                                   | Thanh Hóa                                                 | Trường Lâm                                                |
| TN                                                        | Hầm đường bộ Trường Vinh                                  | ↓                                                         |                                                           |                                                           | Ranh giới Thanh Hóa – Nghệ An                             | Ranh giới Thanh Hóa – Nghệ An                             |
| SA                                                        | Trạm dừng nghỉ tạm                                        | 386.4                                                     |                                                           | Hai hướng cửa hầm Trường Vinh                             | Nghệ An                                                   | Hoàng Mai                                                 |
| 2                                                         | IC Quỳnh Vinh                                             | 390.0                                                     | Quốc lộ 36                                                |                                                           | Nghệ An                                                   | Hoàng Mai                                                 |
| BR                                                        | Cầu Hoàng Mai 2                                           | ↓                                                         |                                                           | Vượt sông Hoàng Mai                                       | Nghệ An                                                   | Hoàng Mai                                                 |
| BR                                                        | Cầu Quỳnh Tân                                             | ↓                                                         |                                                           | Vượt Quốc lộ 48E                                          | Nghệ An                                                   | Quỳnh Sơn                                                 |
| 3                                                         | IC Quỳnh Mỹ                                               | 405.7                                                     | Quốc lộ 48B                                               |                                                           | Nghệ An                                                   | Quỳnh Văn                                                 |
| SA                                                        | Trạm dừng nghỉ Diễn Châu                                  | 427.0                                                     |                                                           | Chưa thi công                                             | Nghệ An                                                   | Hùng Châu                                                 |
| 4                                                         | IC Diễn Cát                                               | 429.7                                                     | Quốc lộ 7                                                 | Cuối tuyến đường cao tốc                                  | Nghệ An                                                   | Minh Châu                                                 |
| Kết nối trực tiếp với Đường cao tốc Diễn Châu – Bãi Vọt   |                                                           |                                                           |                                                           |                                                           |                                                           |                                                           |
| 1.000 mi = 1.609 km; 1.000 km = 0.621 mi                  |                                                           |                                                           |                                                           |                                                           |                                                           |                                                           |